# Massud (nom)
Massud és un nom masculí àrab —en àrab مسعود, Masʿūd— que literalment significa ‘feliç’, ‘afortunat’, ‘benastruc’. Si bé Massud és la transcripció normativa en català del nom en àrab clàssic, també se'l pot trobar transcrit Masud, Masoud, Massoud, Massoude, Masood, Mas'ud, Messaoud, Mesud, Messud. Aquest nom també el duen musulmans no arabòfons que l'han adaptat a les característiques fòniques i gràfiques de la seva llengua: en turc Mesut.
Vegeu aquí personatges i llocs que duen aquest nom.